# Cyperus stenophyllus
Cyperus stenophyllus är en halvgräsart som beskrevs av J.V.Suringar. Cyperus stenophyllus ingår i släktet papyrusar, och familjen halvgräs. Inga underarter finns listade i Catalogue of Life.